# 空中航空母艦
空中航空母艦是母艦的一種，能在飛行期間擄帶、發射、收回及支援其它小型飛機。

## 歷史

### 飛船

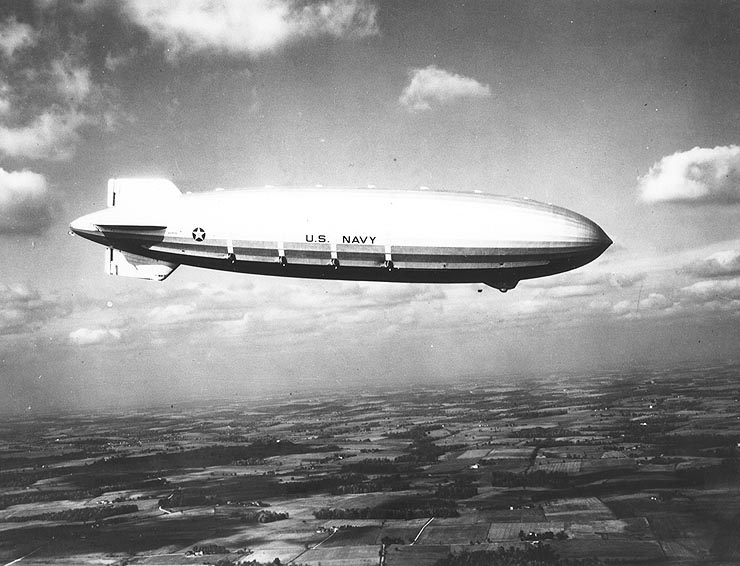
1931年11月的阿克倫號

早在1917年7月，英國以23級飛船作實驗，飛機掛置在飛船下方，必要時能夠出擊應戰以保衛飛船。首先以無人駕駛的索普威思·骆驼式战斗机作實驗，然後有人駕駛，兩次均從飛船成功發射飛行。之後再作多兩次有人駕駛的飛行實驗。
1924年英國的帝國飛船計劃期望一架飛船能掛載五架飛機。然而計劃很快被擱置，整個計劃最終而且只生產了兩艘民用飛船。
美國方面，美方研發了一款軍用硬式飛船阿克倫級飛船，並建造了兩艘飛船阿克倫號和梅肯號，在1931至1935年服役，用作偵測用途。美軍在洛杉磯號上試驗彈射及收回小型飛機成功後，美國海軍著手設計一款新的飛船，內裡有一個能容納數架F9C戰鬥機的飛機庫。
最終建造了兩艘空中航母，阿克倫號在1931年8月31日首飛，而梅肯號則在1933年4月21日首飛。然而兩艘空中航母壽命不長，分別於1933年和1935年因惡劣天氣而摧毀。

### 洛克希德CL-1201
洛克希德CL-1201是美軍設計一款核動力運輸機，翼展長達1,120英尺（340），曾設想過能夠作為空中航母，能容納22架飛機。

### B-36和平締造者轟炸機
美軍亦曾經設想以B-36和平締造者轟炸機作為空中航母，能載四架XF-85小鬼式戰鬥機。美軍先以B-29超級堡壘轟炸機試驗，然而測試期間XF-85戰鬥機駁回母艦時太過困難，整個計劃在1949年取消。

### 波音747

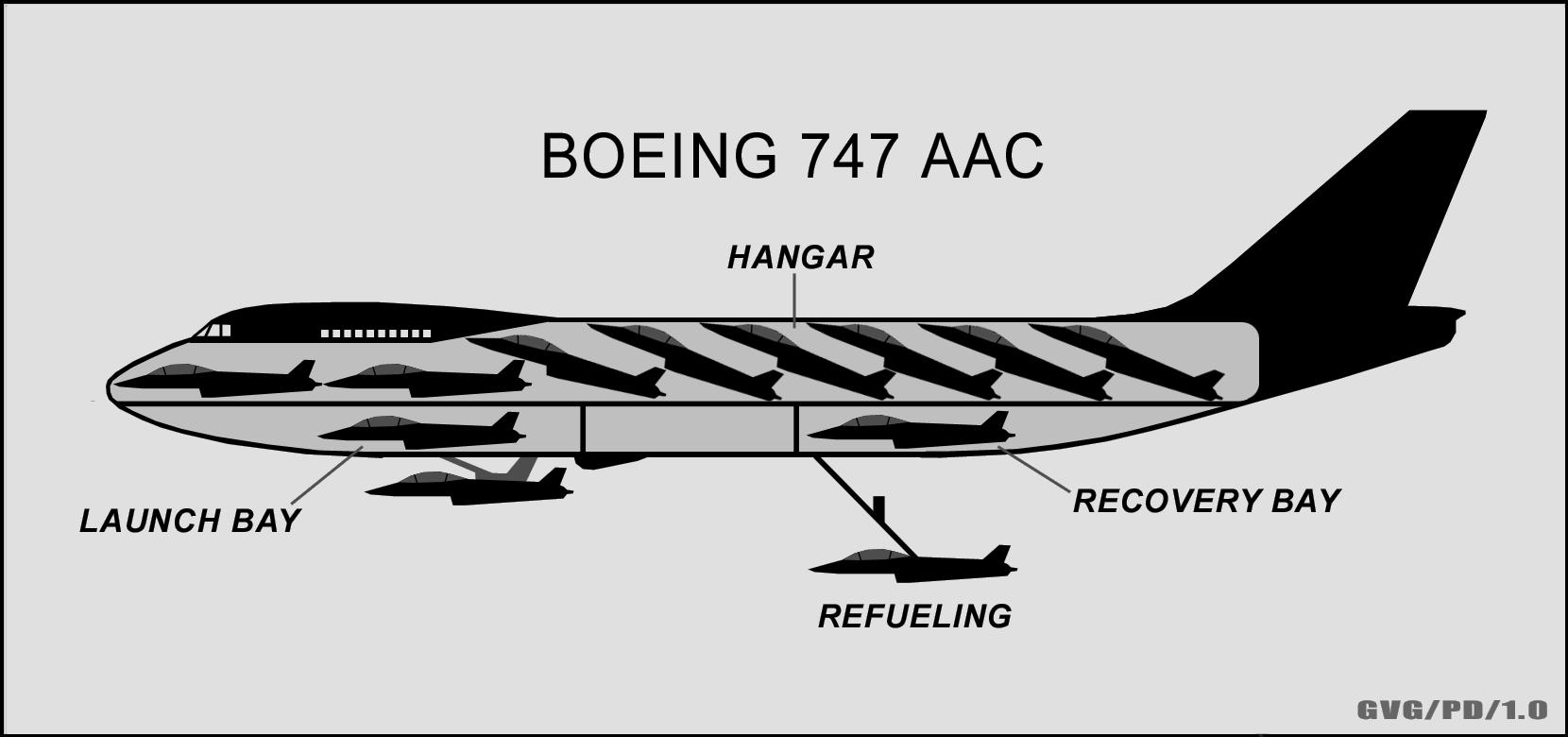
波音747空中航母設計

波音747推出不久後，便在美國空軍要求下研究作為空中航空母艦的可能性，能夠載搭10架寄生機F-84，而母艦本身能夠發射，收回，重裝填和重加油這些寄生機。波音相信這種空中航母能使美軍快速地把飛機部署在世界任何一地。除了波音747，美軍亦有考慮C-5運輸機改裝成空中航空母艦。

### 無人機空中航空母艦
2014年11月，美國國防部提出無人機空中航空母艦的概念，並公開徵求可行性報告。國防部主要希望能將軍隊中老舊的現役機型（如B-1B、B-52或C-130）改裝後成為空中航空母艦，能發射及回收中小型無人機。然而該計畫最終不了了之。

## 研發中的國家
- 美国